# João, o Corcunda
João, o Corcunda, ou João Gibbo (em latim: Flavius Ioannes qui et Gibbus; fl. 492-499) foi um general e um político do Império Bizantino.

## Biografia
João era um nativo da Selímbria, atualmente Silivri na Turquia.
Entre 492 e 499, ele foi o mestre dos soldados na presença (magister militum praesentalis) em nesta função, foi um dos dois generais do imperador bizantino Anastácio I Dicoro (r. 491–518) na Guerra Isaura de 492-497, juntamente com João, o Cita. Em 492, ele foi um dos comandantes bizantinos na Batalha de Cotieu e, no ano seguinte, ele obteve uma devastadora vitória sobre os isauros depois de ter libertado o exército de Diogeniano em Claudiópolis. Em 498, ano seguinte da vitória sobre os isauros, foi João quem capturou os últimos líderes rebeldes, Longino de Selino e Indes e os enviou para o imperador.
Anastácio ficou muito contente com a vitória na guerra e premiou generosamente os generais vitoriosos: João foi cônsul, sine collegis, em 499.
De acordo com o relato de Procópio de Cesareia (Anecdotes, VI. 5.9), João sentenciou o oficial Justino à morte durante a Guerra Isaura, mas, após um sonho, ele decidiu poupar sua vida. Após a morte de Anastácio, Justino ascendeu ao trono como Justino I e reinou até sua morte em 527.
Não se sabe quando e nem como João morreu.